# Yung Gascard
Yung Gascard (4 april 1981) is een voormalig judoka uit België en momenteel een sportcoach.

## Sportcarrière
Yung Gascard nam deel in de categorie tot 60 kg (superlichtgewicht). Hij was aangesloten bij Inter Gembloux-Waver en zijn voormalige coach is Cédric Taymans.
Hij was meer dan 15 jaar lid van het Belgische nationale team en nam deel aan verschillende internationale toernooien.

### Palmares (Belgisch kampioenschap)
Hij werd 9 keer Belgisch kampioen individueel en 4 keer in teamverband bij het Belgisch kampioenschap judo :
| Jaar | Plaats              | Categorie                |
| ---- | ------------------- | ------------------------ |
| 1995 | Goud                | -46 kg                   |
| 1996 | Goud                | -50 kg                   |
| 1997 | Goud                | -55 kg                   |
| 1998 | Goud                | -55 kg                   |
| 1999 | Zilver              | Superlichtgewicht -60 kg |
| 2000 | Junioren · Senioren | Superlichtgewicht -60 kg |
| 2001 | Brons               | Superlichtgewicht -60 kg |
| 2002 | Zilver              | Superlichtgewicht -60 kg |
| 2003 | Brons               | Superlichtgewicht -60 kg |
| 2004 | Goud                | Superlichtgewicht -60 kg |
| 2005 | Brons               | Superlichtgewicht -60 kg |
| 2006 | Zilver              | Superlichtgewicht -60 kg |
| 2007 | Zilver              | Superlichtgewicht -60 kg |
| 2008 | Goud                | Superlichtgewicht -60 kg |
| 2009 | Goud                | Superlichtgewicht -60 kg |
| 2010 | Brons               | Superlichtgewicht -60 kg |

### Palmares (internationaal)
2008
- World Cup van Madrid

2007
- World Cup van Boedapest

2006
- World Cup van Rotterdam

2003
- Trofeo Tarcento

1998
- World Youth Games (-55kg)

## Coaching carrière
Na zijn carrière als judoka is Yung Gascard begonnen met een carrière als high-performance sportcoach.
Hij heeft gewerkt bij instellingen zoals Aspria en David Lloyd.
Hij heeft ook gediend als assistent-federaal coach voor Belgische Franstalige elites en als RTBF Judo consultant voor de Olympische Spelen van Rio in 2016 en de Olympische Spelen van Tokyo in 2021.

## Opleiding en Expertise
Yung Gascard is gecertificeerd door de National Academy of Sports Medicine (NASM), Master Practitioner in Neuro-Linguïstisch Programmeren (NLP), en voedingsadviseur.